# Нань-ван
Нань-ван (кит. трад.: 赧王; піньїнь: Nan) — останній ван Східної Чжоу, син Шеньцзін-вана. Хоч його правління було найдовшим серед усіх представників династії Чжоу, втім за Нань-вана було втрачено рештки політичного та військового впливу в регіоні. Нань фактично не мав власних володінь, а його держава перебувала під контролем місцевих феодалів.
Разом з тим, символічна й ритуальна влада Нань-вана залишається спірною. З одного боку місцеві правителі ігнорували владу вана та проголошували себе монархами, а кінець династії вкрай слабко висвітлено у джерелах. Це призвело до припущення, що Нань уже тоді не мав жодної навіть символічної влади. З іншого боку, деякі джерела, зокрема Історичні записи, свідчать, що до самої смерті Нань-вана шанували як Сина Неба. У будь-якому разі останній правитель Чжоу зумів зберегти свою послаблену династію через дипломатію й інтриги впродовж 59 років до самої своєї смерті й переходу влади до Цінь.

## Правління
На початку свого правління Нань-ван переніс столицю до міста Ванчен.. Відтоді до володінь Чжоу почали вторгатись різні іноземні володарі. Перший такий напад на Їян здійснили Цінь 307 року до н. е.. Лише завдяки постійним політичним маневрам і мінливим союзам Нань-ван зумів забезпечити виживання своєї династії. Наприклад, володар домовився із Хань щодо передачі Чжоу частини їх територій, а також надіслав заручників до Чу, в результаті чого ван уникнув вторгнення з боку Цінь. Пізніше Нань-ван знову домовився з Хань, щоб той перекрив шлях між Чжоу та Цінь задля уникнення чергової війни.
Окрім ворогів зовнішніх, владі Нань-вана постійно загрожувала внутрішня боротьба між феодалами Західної та Східної Чжоу. Хань спочатку підтримувала Західну Чжоу, втім іноді надавала допомогу її ворогам. Поки могутність Чжоу стрімко падала, все частішими ставали зазіхання на трон з боку Цінь. 273 року до н. е. було розроблено план захисту держави Чжоу, який однак не зміг зупинити експансію Цінь. Нань-вана врятувало тільки те, що володарі Цінь не бажали винищувати землі Сина Неба, оскільки це могло б завдати збитку їхнім іменам.
Тільки після того як Цінь захопили місто Фушу, що належало Хань, але розташовувалось у безпосередній близькості від стародавньої царської столиці, Нань-ван і володарі Західної Чжоу припинили міжусобну боротьбу й утворили союз проти Цінь. Західна Чжоу атакувала Цінь, утім напад було швидко відбито. Ванчен був остаточно завойований 256 року до н. е., а Нань-ван вирушив до Сяньяна, щоб присягнути володарю Цінь Чжаосяну. Після цього Цінь підкорили Західну Чжоу, а Нань-ван був понижений до рангу місцевого володаря. Ув'язнений у Ванчені, Нань-ван невдовзі помер, таким чином завершилась історія династії Чжоу. Після цього Цінь заслали спадкоємця Нань-вана, Цзі Веня, до Даньху. Після цього більшість громадян Західної Чжоу були змушені тікати на схід, де проголосили новим правителем Вень-вана. Оскільки останній ніколи не був визнаний за межами Східної Чжоу, то Нань-ван вважається останнім правителем династії. Вень разом із сином Нань-вана спробував організувати спротив Цінь, але дуже скоро зазнав поразки. 249 року до н. е. Цінь захопили Східну Чжоу, після чого жоден зі спадкоємців Нань-вана не претендував на престол.
Незважаючи на все, невдовзі після смерті Нань-вана володар Цінь оголосив, що повалення династії Чжоу було «руйнівним для порядку Неба і Землі». Проголосивши себе першим імператором, Цінь Ши Хуан-ді, також узяв собі й титул Сина Неба.